# 沈偉

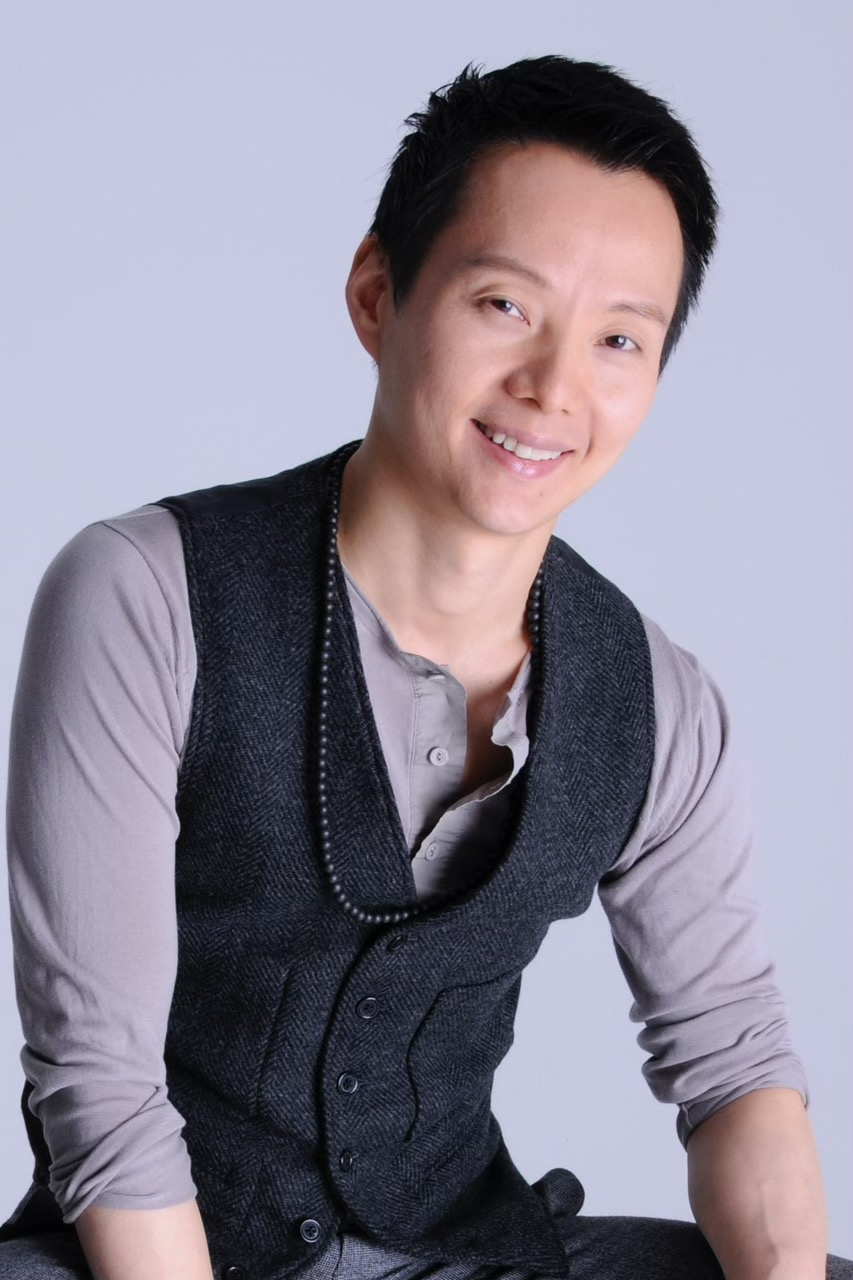
沈偉

沈偉（1968年—），湖南岳阳湘阴县人，美籍華人舞蹈家、編舞家、艺术家和导演。曾獲得2004年“尼金斯基奖”和2007年美国“麥克阿瑟獎”。

## 生平
沈伟1968年出生于湖南岳阳湘阴县，父亲在当地湘剧团工作，七岁开始学习中国传统水墨画。他9歲加入湖南湘劇團，后来开始学习西方文化艺术，1985开始专攻西方油画。1987年，沈伟成为广东舞蹈学校现代舞大专班（中国第一个现代舞教育机构）的第一届学员，得以接触和学习大量西方现代舞；1990年代加入廣東實驗現代舞團，成為創始團員之一，從此走入舞界。1994年，沈偉獲全國現代舞比賽編舞及舞蹈表演第一名，次年獲獎學金赴紐約。2001年在紐約成立自己的舞團。2003及2004年獲邀參加紐約林肯藝術表演中心國際表演藝術節。2005年獲摩納哥舞蹈節舞蹈論壇頒發尼金斯基大獎。
1995年，沈伟获得“尼克莱/路易斯舞蹈实验室”奖学金赴美留学。2000年，他在美国纽约创办「沈伟舞蹈艺术」并任艺术总监至今，这是首个以华人命名、全西方成员的非营利性质的舞蹈艺术团体。

## 主要作品
2011 
- 《分与合》(Undivided Divided) ，纽约公园大道军械库，实景多媒体行为舞蹈表演
- 《静止的移动》(Still Moving)，纽约大都會艺术館美洲厅，实景行为舞蹈表演
- 《限界》(Limited States)，美国舞蹈节，多媒体舞蹈表演

2010 
- 《七到八然后》(7 to 8 and) ，蒙特卡洛芭蕾舞团－摩纳哥歌剧院
- 《摩西与法老》(MOÏSE ET PHARAON) 罗马歌剧院，舞蹈歌剧
- 《纽约城市多环境实景表演》(Site Specific through out New York City)
- 《今日之独舞 (美国舞蹈节) 》(Solo of the Day：ADF)
- 《今日之独舞 (柏林) 》(Solo of the Day：Berlin)

2009  
- 《沈伟与欧讷斯尼托(Ernesto Neto)的对话 》, 纽约公园大道军械库，大型装置行为舞蹈
- 《回，三部曲》(Re Triptych) ，多媒体舞蹈剧场

2008 
- 《画卷》，第29届奥运会开幕式，北京
- 《特定场域表演》(Site Specific at New York Guggenheim Museum Work and Process)，纽约古根海姆博物馆
- 《连接转换2》(Connect Transfer II)，实景多媒体舞蹈，纽约加德森教堂

2007  
- 《韵律》，纽约前波画廊，个人画展
- 《回－之2》(Re-II) ，多媒体舞蹈剧场

2006 
- 《回－之1》 (Re-I) ，多媒体舞蹈剧场

2005 
- 《地图》(Map)－2005
- 《二进宫》(Second Visit To The Empress) ，当代京剧舞蹈剧场
- 《韵律》(Movement)，香港新视野艺术节，个人画展

2004 
- 《连接转换》(Connect Transfer) ，多媒体行为与舞蹈

2003 
- 《春之祭》(Rite of Spring)

2002 
- 《天梯－ II》(Near The Terrace, Part II)

2001 
- 《余音》(Behind Resonance)

2000 
- 《声唏》 (Folding)
- 《天梯》(Near the Terrace, Part I)

## 主要奖项
- 美国艺术家与艺术家奖 Artist To Artist Award(2011)
- 美国麦都思艺术奖  Meadows Prize(2010)
- 美国亚洲杰出人才奖  Asian American Arts Alliance(2009)
- 美国麥克阿瑟獎（2007）
- 美国国家艺术家大奖 US Artist Award(2007)
- 法国国际舞蹈之星大奖 LES ÉTOILES DE BALLET2000 CANNES, PALAIS DES FESTIVALS(2006)
- 澳大利亚荷普曼奖－最佳舞蹈作品奖 Helpmann Award( 2005)
- 尼金斯基国际编舞大奖 Les Nijinsky（2004）
- 纽约古根海姆獎（2001）
- 纽约艺术基金会奖 New York Foundation for the Arts Fellowship（2000）
- 中国首届现代舞大赛编舞和表演金奖（1994）
- 《纽约时报》年度最佳前十名 10 “Top 10 Of the Year”（2001, 2002, 2003）
- 《纽约太阳报》「年度最佳表演」 “Best Of the Year”（2004）
- 《华盛顿邮报》「2010 年度最佳表演」“Best Of the Year”（2005）[自相矛盾]

## 外部連結
- 沈偉：美國紐約圓舞者夢
- 沈偉舞團的《春之祭》在法國蒙彼利埃舞蹈節 （页面存档备份，存于）
- CCTV4 《华人世界》 （页面存档备份，存于）
- 旅游卫视《艺文中国》 （页面存档备份，存于）
- 个人网站 [永久]